# 27e législature du Canada

La distribution initiale des sièges de la du Canada.

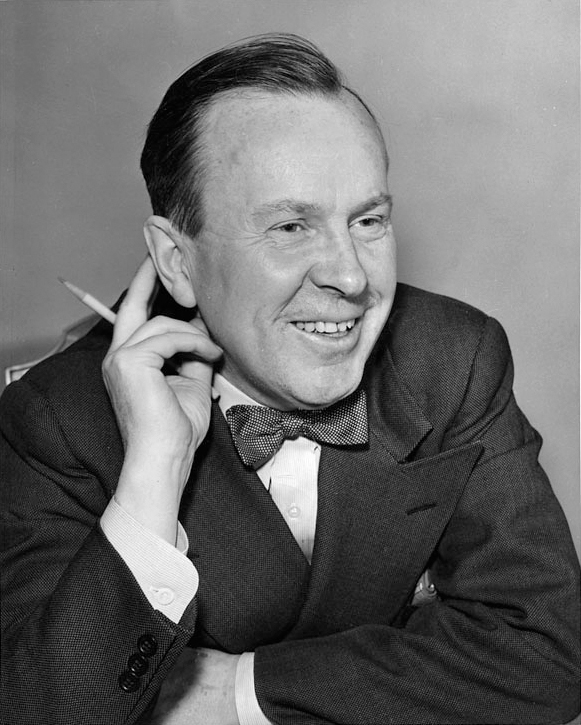
Lester B. Pearson est Premier ministre durant la majorité de la.

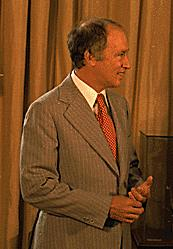
Pierre Elliott Trudeau est brièvement Premier ministre à la fin de la.

La 27e législature du Canada est en session du 18 janvier 1966 au 23 avril 1968. Sa composition est déterminée par les élections de 1965, tenues le 8 novembre 1965, et légèrement modifiée par des démissions et des élections partielles survenues avant les élections de 1968. 
Cette législature est contrôlée par une minorité parlementaire détenue par le Parti libéral d'abord dirigé par Lester B. Pearson puis par Pierre Elliott Trudeau. L'opposition officielle est représentée par le Parti progressiste-conservateur initialement dirigé par John Diefenbaker et ensuite par Michael Starr.
Le président de la Chambre est Lucien Lamoureux.
Voici les deux sessions parlementaires de la 27e législature :
| Session | Début           | Fin           |
| ------- | --------------- | ------------- |
| 1re     | 18 janvier 1966 | 8 mai 1967    |
| 2de     | 8 mai 1967      | 23 avril 1968 |

## Liste des députés
Les circonscriptions marquées d'un astérisque (*) indiquent qu'elles sont représentées par deux députés.

### Alberta
| Circonscription      | Circonscription | Nom                                         | Parti |
| -------------------- | --------------- | ------------------------------------------- | ----- |
| Acadia               |                 | Jack Horner                                 | PC    |
| Athabaska            |                 | Jack Bigg                                   | PC    |
| Battle River—Camrose |                 | Clifford Smallwood                          | PC    |
| Bow River            |                 | Eldon Woolliams                             | PC    |
| Calgary-Nord         |                 | Douglas Harkness                            | PC    |
| Calgary-Sud          |                 | Harold Raymond Ballard                      | PC    |
| Edmonton-Est         |                 | William Skoreyko                            | PC    |
| Edmonton-Ouest       |                 | Marcel Lambert                              | PC    |
| Edmonton—Strathcona  |                 | Terry Nugent                                | PC    |
| Jasper—Edson         |                 | Hugh Horner (démissionne le 9 mai 1967)     | PC    |
| Jasper—Edson         |                 | Douglas Caston (élection partielle en 1967) | PC    |
| Lethbridge           |                 | Deane Gundlock                              | PC    |
| Macleod              |                 | Lawrence Kindt                              | PC    |
| Medicine Hat         |                 | Bud Olson                                   | CS    |
| Peace River          |                 | Ged Baldwin                                 | PC    |
| Red Deer             |                 | Robert N. Thompson                          | CS    |
| Vegreville           |                 | Frank Fane                                  | PC    |
| Wetaskiwin           |                 | Harry Andrew Moore                          | PC    |

### Colombie-Britannique
| Circonscription           | Circonscription | Nom                      | Parti |
| ------------------------- | --------------- | ------------------------ | ----- |
| Burnaby—Coquitlam         |                 | Tommy Douglas            | NPD   |
| Burnaby—Richmond          |                 | Bob Prittie              | NPD   |
| Cariboo                   |                 | Bert Leboe               | CS    |
| Coast—Capilano            |                 | John Davis               | PLC   |
| Comox—Alberni             |                 | Thomas Speakman Barnett  | NPD   |
| Esquimalt—Saanich         |                 | George Chatterton        | PC    |
| Fraser Valley             |                 | Alexander Bell Patterson | CS    |
| Kamloops                  |                 | Davie Fulton             | PC    |
| Kootenay-Est              |                 | Jim Byrne                | PLC   |
| Kootenay-Ouest            |                 | Herbert Wilfred Herridge | NPD   |
| Nanaimo—Cowichan—Les Îles |                 | Colin Cameron            | NPD   |
| New Westminster           |                 | Barry Mather             | NPD   |
| Okanagan Boundary         |                 | David Vaughan Pugh       | PC    |
| Okanagan—Revelstoke       |                 | Howard Earl Johnston     | CS    |
| Skeena                    |                 | Frank Howard             | NPD   |
| Vancouver—Burrard         |                 | Ron Basford              | PLC   |
| Vancouver-Centre          |                 | John Robert Nicholson    | PLC   |
| Vancouver-Est             |                 | Harold Edward Winch      | NPD   |
| Vancouver Kingsway        |                 | Grace MacInnis           | NPD   |
| Vancouver Quadra          |                 | Grant Deachman           | PLC   |
| Vancouver-Sud             |                 | Arthur Laing             | PLC   |
| Victoria                  |                 | David Groos              | PLC   |

### Île-du-Prince-Édouard
| Circonscription | Circonscription | Nom              | Parti |
| --------------- | --------------- | ---------------- | ----- |
| King's          |                 | Melvin McQuaid   | PC    |
| Prince          |                 | David MacDonald  | PC    |
| Queen's*        |                 | Angus MacLean    | PC    |
| Queen's*        |                 | Heath MacQuarrie | PC    |

### Manitoba
| Circonscription      | Circonscription | Nom                       | Parti |
| -------------------- | --------------- | ------------------------- | ----- |
| Brandon—Souris       |                 | Walter Dinsdale           | PC    |
| Churchill            |                 | Robert Simpson            | PC    |
| Dauphin              |                 | Elmer Forbes              | PC    |
| Lisgar               |                 | George Muir               | PC    |
| Marquette            |                 | Nick Mandziuk             | PC    |
| Portage—Neepawa      |                 | Siegfried Enns            | PC    |
| Provencher           |                 | Warner Jorgenson          | PC    |
| Selkirk              |                 | Eric Stefanson            | PC    |
| Springfield          |                 | Edward Schreyer           | NPD   |
| Saint-Boniface       |                 | Roger Teillet             | PLC   |
| Winnipeg-Nord        |                 | David Orlikow             | NPD   |
| Winnipeg-Nord-Centre |                 | Stanley Knowles           | NPD   |
| Winnipeg-Sud         |                 | Louis Ralph (Bud) Sherman | PC    |
| Winnipeg-Sud-Centre  |                 | Gordon Churchill          | PC    |

### Nouveau-Brunswick
| Circonscription          | Circonscription | Nom                          | Parti |
| ------------------------ | --------------- | ---------------------------- | ----- |
| Charlotte                |                 | Allan Marcus Atkinson McLean | PLC   |
| Gloucester               |                 | Hédard Robichaud             | PLC   |
| Kent                     |                 | Guy Crossman                 | PLC   |
| Northumberland—Miramichi |                 | George Roy McWilliam         | PLC   |
| Restigouche—Madawaska    |                 | Jean-Eudes Dubé              | PLC   |
| Royal                    |                 | Gordon Fairweather           | PC    |
| Saint-Jean—Albert        |                 | Thomas Miller Bell           | PC    |
| Victoria—Carleton        |                 | Hugh John Flemming           | PC    |
| Westmorland              |                 | Margaret Rideout             | PLC   |
| York—Sunbury             |                 | John Chester MacRae          | PC    |

### Nouvelle-Écosse
| Circonscription          | Circonscription | Nom                                              | Parti |
| ------------------------ | --------------- | ------------------------------------------------ | ----- |
| Antigonish—Guysborough   |                 | John Benjamin Stewart                            | PLC   |
| Cap-Breton-Victoria-Nord |                 | Robert Muir                                      | PC    |
| Cap-Breton-Sud           |                 | Donald MacInnis                                  | PC    |
| Colchester—Hants         |                 | Cyril Kennedy (démissionne le 18 septembre 1967) | PC    |
| Colchester—Hants         |                 | Robert Stanfield (élection partielle en 1967)    | PC    |
| Cumberland               |                 | Robert Coates                                    | PC    |
| Digby—Annapolis—Kings    |                 | Pat Nowlan                                       | PC    |
| Halifax*                 |                 | Michael Forrestall                               | PC    |
| Halifax*                 |                 | Robert McCleave                                  | PC    |
| Inverness—Richmond       |                 | Allan MacEachen                                  | PLC   |
| Pictou                   |                 | Russell MacEwan                                  | PC    |
| Queens—Lunenburg         |                 | Lloyd Crouse                                     | PC    |
| Shelburne—Yarmouth—Clare |                 | John Oates Bower                                 | PC    |

### Ontario
| Circonscription      | Circonscription | Nom                                        | Parti |
| -------------------- | --------------- | ------------------------------------------ | ----- |
| Algoma-Est           |                 | Lester B. Pearson                          | PLC   |
| Algoma-Ouest         |                 | George E. Nixon                            | PLC   |
| Brantford            |                 | James Elisha Brown                         | PLC   |
| Brant—Haldimand      |                 | Lawrence Pennell                           | PLC   |
| Broadview            |                 | John Gilbert                               | NPD   |
| Bruce                |                 | John Loney                                 | PC    |
| Carleton             |                 | Dick Bell                                  | PC    |
| Cochrane             |                 | Joseph-Alphonse-Anaclet Habel              | PLC   |
| Danforth             |                 | Reid Scott                                 | NPD   |
| Davenport            |                 | Walter L. Gordon                           | PLC   |
| Dufferin—Simcoe      |                 | Ellwood Madill                             | PC    |
| Durham               |                 | Russell Honey                              | PLC   |
| Eglinton             |                 | Mitchell Sharp                             | PLC   |
| Elgin                |                 | Harold Stafford                            | PLC   |
| Essex-Est            |                 | Paul Joseph James Martin                   | PLC   |
| Essex-Ouest          |                 | Herb Gray                                  | PLC   |
| Essex-Sud            |                 | Eugene Whelan                              | PLC   |
| Fort-William         |                 | Hubert Badanai                             | PLC   |
| Glengarry—Prescott   |                 | Viateur Éthier                             | PLC   |
| Greenwood            |                 | Andrew Brewin                              | NPD   |
| Grenville—Dundas     |                 | Jean Casselman Wadds                       | PC    |
| Grey—Bruce           |                 | Eric Alfred Winkler                        | PC    |
| Grey-Nord            |                 | Percy Verner Noble                         | PC    |
| Halton               |                 | Harry Harley                               | PLC   |
| Hamilton-Est         |                 | John Munro                                 | PLC   |
| Hamilton-Ouest       |                 | Joseph Macaluso                            | PLC   |
| Hamilton-Sud         |                 | William Dean Howe                          | NPD   |
| Hastings—Frontenac   |                 | Rod Webb                                   | PC    |
| Hastings-Sud         |                 | Lee Grills                                 | PC    |
| High Park            |                 | Pat Cameron                                | PLC   |
| Huron                |                 | Robert McKinley                            | PC    |
| Kenora—Rainy River   |                 | John Mercer Reid                           | PLC   |
| Kent                 |                 | Harold Danforth                            | PC    |
| Kingston             |                 | Edgar Benson                               | PLC   |
| Lambton—Kent         |                 | Mac McCutcheon                             | PC    |
| Lambton-Ouest        |                 | Walter Frank Foy                           | PLC   |
| Lanark               |                 | Desmond Code                               | PC    |
| Leeds                |                 | John Matheson                              | PLC   |
| Lincoln              |                 | James McNulty                              | PLC   |
| London               |                 | John Alfred Irvine                         | PC    |
| Middlesex-Est        |                 | Jim Lind                                   | PLC   |
| Middlesex-Ouest      |                 | William Howell Arthur Thomas               | PC    |
| Niagara Falls        |                 | Judy LaMarsh                               | PLC   |
| Nickel Belt          |                 | Norman Fawcett                             | NPD   |
| Nipissing            |                 | Carl Legault                               | PLC   |
| Norfolk              |                 | John Roxburgh                              | PLC   |
| Northumberland       |                 | George Hees                                | PC    |
| Ontario              |                 | Michael Starr                              | PC    |
| Ottawa-Est           |                 | Jean-Thomas Richard                        | PLC   |
| Ottawa-Ouest         |                 | George McIlraith                           | PLC   |
| Oxford               |                 | Wally Nesbitt                              | PC    |
| Parkdale             |                 | Stanley Haidasz                            | PLC   |
| Parry Sound—Muskoka  |                 | Gordon Aiken                               | PC    |
| Peel                 |                 | Bruce Beer                                 | PLC   |
| Perth                |                 | Jay Monteith                               | PC    |
| Peterborough         |                 | Hugh Faulkner                              | PLC   |
| Port Arthur          |                 | Bob Andras                                 | PLC   |
| Prince Edward—Lennox |                 | Almonte Alkenbrack                         | PC    |
| Renfrew-Nord         |                 | Len Hopkins                                | PLC   |
| Renfrew-Sud          |                 | Joe Greene                                 | PLC   |
| Rosedale             |                 | Donald Stovel Macdonald                    | PLC   |
| Russell              |                 | Paul Tardif                                | PLC   |
| St. Paul's           |                 | Ian Wahn                                   | PLC   |
| Simcoe-Est           |                 | Philip Bernard Rynard                      | PC    |
| Simcoe-Nord          |                 | Heber Smith                                | PC    |
| Spadina              |                 | Sylvester Perry Ryan                       | PLC   |
| Stormont             |                 | Lucien Lamoureux                           | PLC   |
| Sudbury              |                 | Rodger Mitchell (décédé le 4 janvier 1967) | PLC   |
| Sudbury              |                 | Bud Germa (élection partielle en 1967)     | NPD   |
| Timiskaming          |                 | Arnold Peters                              | NPD   |
| Timmins              |                 | Murdo Martin                               | NPD   |
| Trinity              |                 | Paul Hellyer                               | PLC   |
| Victoria             |                 | William C. Scott                           | PC    |
| Waterloo-Nord        |                 | Keith Hymmen                               | PLC   |
| Waterloo-Sud         |                 | Max Saltsman                               | NPD   |
| Welland              |                 | Donald Tolmie                              | PLC   |
| Wellington—Huron     |                 | Marvin Howe                                | PC    |
| Wellington-Sud       |                 | Alfred Hales                               | PC    |
| Wentworth            |                 | John B. Morison                            | PLC   |
| York-Centre          |                 | James Edgar Walker                         | PLC   |
| York-Est             |                 | Steve Otto                                 | PLC   |
| York—Humber          |                 | Ralph Cowan                                | PLC   |
| York-Nord            |                 | John Hollings Addison                      | PLC   |
| York-Ouest           |                 | Robert Winters                             | PLC   |
| York—Scarborough     |                 | Robert Stanbury                            | PLC   |
| York-Sud             |                 | David Lewis                                | NPD   |

### Québec
| Circonscription                   | Circonscription | Nom                                                   | Parti          |
| --------------------------------- | --------------- | ----------------------------------------------------- | -------------- |
| Argenteuil—Deux-Montagnes         |                 | Roger-E. Régimbal                                     | PC             |
| Beauce                            |                 | Jean-Paul Racine                                      | PLC            |
| Beauharnois—Salaberry             |                 | Gérald Laniel                                         | PLC            |
| Bellechasse                       |                 | Herman Laverdière                                     | PLC            |
| Berthier—Maskinongé—de Lanaudière |                 | Antonio Yanakis                                       | PLC            |
| Bonaventure                       |                 | Albert Béchard                                        | PLC            |
| Brome—Missisquoi                  |                 | Heward Grafftey                                       | PC             |
| Cartier                           |                 | Milton L. Klein                                       | PLC            |
| Chambly—Rouville                  |                 | Bernard Pilon                                         | PLC            |
| Champlain                         |                 | Jean-Paul Matte                                       | PLC            |
| Chapleau                          |                 | Gérard Laprise                                        | RC             |
| Charlevoix                        |                 | Martial Asselin                                       | PC             |
| Chicoutimi                        |                 | Paul Langlois                                         | PLC            |
| Châteauguay—Huntingdon—Laprairie  |                 | Ian Watson                                            | PLC            |
| Compton—Frontenac                 |                 | Henry Latulippe                                       | RC             |
| Dollard                           |                 | Jean-Pierre Goyer                                     | PLC            |
| Dorchester                        |                 | Gustave Côté                                          | PLC            |
| Drummond—Arthabaska               |                 | Jean-Luc Pépin                                        | PLC            |
| Gaspé                             |                 | James Russell Keays                                   | PC             |
| Gatineau                          |                 | Joseph Isabelle                                       | PLC            |
| Hochelaga                         |                 | Gérard Pelletier                                      | PLC            |
| Hull                              |                 | Alexis Caron (décédé le 31 août 1966)                 | PLC            |
| Hull                              |                 | Pierre Caron (élection partielle en 1967)             | PLC            |
| Îles-de-la-Madeleine              |                 | Maurice Sauvé                                         | PLC            |
| Jacques-Cartier—Lasalle           |                 | Raymond Rock                                          | PLC            |
| Joliette—L'Assomption—Montcalm    |                 | Joseph-Roland Comtois                                 | PLC            |
| Kamouraska                        |                 | Charles-Eugène Dionne                                 | RC             |
| Labelle                           |                 | Gaston Clermont                                       | PLC            |
| Lac-Saint-Jean                    |                 | Alcide Simard                                         | RC             |
| Lafontaine                        |                 | Georges-C. Lachance                                   | PLC            |
| Lapointe                          |                 | Gilles Grégoire                                       | RC             |
| Laurier                           |                 | Fernand-E. Leblanc                                    | PLC            |
| Laval                             |                 | Jean-Léo Rochon                                       | PLC            |
| Lévis                             |                 | Raynald Guay                                          | PLC            |
| Longueuil                         |                 | Jean-Pierre Côté                                      | PLC            |
| Lotbinière                        |                 | Auguste Choquette                                     | PLC            |
| Maisonneuve—Rosemont              |                 | J. Antonio Thomas                                     | PLC            |
| Matapédia—Matane                  |                 | René Tremblay                                         | PLC            |
| Mégantic                          |                 | Raymond Langlois                                      | RC             |
| Mercier                           |                 | Prosper Boulanger                                     | PLC            |
| Montmagny—L'Islet                 |                 | Jean-Charles Richard Berger                           | PLC            |
| Mont-Royal                        |                 | Pierre Elliott Trudeau                                | PLC            |
| Nicolet—Yamaska                   |                 | Clément Vincent (démissionne le 4 mai 1966)           | PC             |
| Nicolet—Yamaska                   |                 | Florian Côté (élection partielle en 1966)             | PLC            |
| Notre-Dame-de-Grâce               |                 | Warren Allmand                                        | PLC            |
| Outremont—Saint-Jean              |                 | Maurice Lamontagne                                    | PLC            |
| Outremont—Saint-Jean              |                 | Aurélien Noël (élection partielle en 1967)            | PLC            |
| Papineau                          |                 | Guy Favreau (démissionne le 4 avril 1967)             | PLC            |
| Papineau                          |                 | André Ouellet (élection partielle en 1967)            | PLC            |
| Pontiac—Témiscamingue             |                 | Thomas Lefebvre                                       | PLC            |
| Portneuf                          |                 | Roland Godin                                          | RC             |
| Québec—Montmorency                |                 | Ovide Laflamme                                        | PLC            |
| Québec-Est                        |                 | Gérard Duquet                                         | PLC            |
| Québec-Ouest                      |                 | Jean Marchand                                         | PLC            |
| Québec-Sud                        |                 | Jean-Charles Cantin                                   | PLC            |
| Richelieu—Verchères               |                 | Lucien Cardin (démissionne le 4 avril 1967)           | PLC            |
| Richelieu—Verchères               |                 | Jacques-Raymond Tremblay (élection partielle en 1967) | PLC            |
| Richmond—Wolfe                    |                 | Patrick Tobin Asselin                                 | PLC            |
| Rimouski                          |                 | Louis Guy Leblanc                                     | PLC            |
| Rivière-du-Loup—Témiscouata       |                 | Rosaire Gendron                                       | PLC            |
| Roberval                          |                 | Charles-Arthur Gauthier                               | RC             |
| Saguenay                          |                 | Gustave Blouin                                        | PLC            |
| Sainte-Anne                       |                 | Gérard Loiselle                                       | PLC            |
| Saint-Antoine—Westmount           |                 | Charles Mills Drury                                   | PLC            |
| Saint-Denis                       |                 | Marcel Prud'homme                                     | PLC            |
| Saint-Henri                       |                 | Hilarion-Pit Lessard                                  | PLC            |
| Saint-Hyacinthe—Bagot             |                 | Théogène Ricard                                       | PC             |
| Saint-Jacques                     |                 | Maurice Rinfret                                       | PLC            |
| Saint-Jean—Iberville—Napierville  |                 | Jean-Paul Beaulieu                                    | PC             |
| Saint-Laurent—Saint-Georges       |                 | John Turner                                           | PLC            |
| Sainte-Marie                      |                 | Georges Valade                                        | PC             |
| Saint-Maurice—Laflèche            |                 | Jean Chrétien                                         | PLC            |
| Shefford                          |                 | Louis-Paul Neveu                                      | PLC            |
| Sherbrooke                        |                 | Maurice Allard                                        | PC indépendant |
| Stanstead                         |                 | Yves Forest                                           | PLC            |
| Terrebonne                        |                 | Léo Cadieux                                           | PLC            |
| Trois-Rivières                    |                 | Joseph-Alfred Mongrain                                | Indépendant    |
| Vaudreuil—Soulanges               |                 | René Émard                                            | PLC            |
| Verdun                            |                 | Bryce Mackasey                                        | PLC            |
| Villeneuve                        |                 | Réal Caouette                                         | RC             |

### Saskatchewan
| Circonscription           | Circonscription | Nom                    | Parti |
| ------------------------- | --------------- | ---------------------- | ----- |
| Assiniboia                |                 | Lawrence Watson        | PC    |
| Humboldt—Melfort—Tisdale  |                 | Reynold Rapp           | PC    |
| Kindersley                |                 | Reg Cantelon           | PC    |
| Mackenzie                 |                 | Stanley Korchinski     | PC    |
| Meadow Lake               |                 | Bert Cadieu            | PC    |
| Melville                  |                 | James Ormiston         | PC    |
| Moose Jaw—Lake Centre     |                 | J. Ernest Pascoe       | PC    |
| Moose Mountain            |                 | Richard Southam        | PC    |
| Prince Albert             |                 | John Diefenbaker       | PC    |
| Qu'Appelle                |                 | Alvin Hamilton         | PC    |
| Regina City               |                 | Ken More               | PC    |
| Rosetown—Biggar           |                 | Ronald McLelland       | PC    |
| Rosthern                  |                 | Edward Nasserden       | PC    |
| Saskatoon                 |                 | Lewis Brand            | PC    |
| Swift Current—Maple Creek |                 | Jack McIntosh          | PC    |
| The Battlefords           |                 | Albert Horner          | PC    |
| Yorkton                   |                 | Gordon Drummond Clancy | PC    |

### Terre-Neuve
| Circonscription                | Circonscription | Nom                                                        | Parti |
| ------------------------------ | --------------- | ---------------------------------------------------------- | ----- |
| Bonavista—Twillingate          |                 | Jack Pickersgill (démissionne le 19 septembre 1967)        | PLC   |
| Bonavista—Twillingate          |                 | Charles Granger (élection partielle en 1967)               | PLC   |
| Burin—Burgeo                   |                 | Chesley William Carter (au 8 juillet 1966, nommé au Sénat) | PLC   |
| Burin—Burgeo                   |                 | Don Jamieson (élection partielle en 1966)                  | PLC   |
| Grand Falls—White Bay—Labrador |                 | Charles Granger (démissionne le 1er août 1966)             | PLC   |
| Grand Falls—White Bay—Labrador |                 | Andrew Chatwood (élection partielle en 1966)               | PLC   |
| Humber—St. George's            |                 | Herman Maxwell Batten                                      | PLC   |
| St. John's-Est                 |                 | Joseph O'Keefe                                             | PLC   |
| St. John's-Ouest               |                 | Richard Cashin                                             | PLC   |
| Trinity—Conception             |                 | James Roy Tucker                                           | PLC   |

### Territoires du Nord-Ouest
| Circonscription           | Circonscription | Nom           | Parti |
| ------------------------- | --------------- | ------------- | ----- |
| Territoires du Nord-Ouest |                 | Robert Orange | PLC   |

### Yukon
| Circonscription | Circonscription | Nom          | Parti |
| --------------- | --------------- | ------------ | ----- |
| Yukon           |                 | Erik Nielsen | PC    |

## Sources
- Site web du Parlement du Canada

- (en) Cet article est partiellement ou en totalité issu de l’article de Wikipédia en anglais intitulé « 27th Canadian Parliament » (voir la liste des auteurs).